# Norr-Lingan
Norr-Lingan är en sjö i Falu kommun i Dalarna och ingår i Dalälvens huvudavrinningsområde. Sjön har en area på 0,612 kvadratkilometer och ligger 140 meter över havet. Sjön avvattnas av vattendraget Lillälven (Tängerströmmen).

## Delavrinningsområde
Norr-Lingan ingår i det delavrinningsområde (674205-150204) som SMHI kallar för Utloppet av Norr-Lingan. Medelhöjden är 168 meter över havet och ytan är 6,17 kvadratkilometer. Räknas de 84 avrinningsområdena uppströms in blir den ackumulerade arean 1 017,16 kvadratkilometer. Lillälven (Tängerströmmen) som avvattnar avrinningsområdet har biflödesordning 2, vilket innebär att vattnet flödar genom totalt 2 vattendrag innan det når havet efter 252 kilometer. Avrinningsområdet består mestadels av skog (52 procent), öppen mark (10 procent) och jordbruk (22 procent). Avrinningsområdet har 0,61 kvadratkilometer vattenytor vilket ger det en sjöprocent på 9,8 procent. Bebyggelsen i området täcker en yta av 0,14 kvadratkilometer eller 2 procent av avrinningsområdet.